# Кандауровська сільська рада (Курманаєвський район)
Кандау́ровська сільська рада (рос. Кандауровский сельский совет) — сільське поселення у складі Курманаєвського району Оренбурзької області Росії.
Адміністративний центр та єдиний населений пункт — село Кандауровка.

## Населення
Населення — 828 осіб (2019; 893 в 2010, 1108 у 2002).